# 5-Hidroksifuranokumarin 5-O-metiltransferaza
5-Hidroksifuranokumarin 5-O-metiltransferaza (EC 2.1.1.69, furanokumarinska 5-metiltransferaza, furanokumarinska 5-O-metiltransferaza, bergaptolna 5-O-metiltransferaza, bergaptolna O-metiltransferaza, bergaptolna metiltransferaza, -adenozil-L-metionin:bergaptol O-metiltransferaza, -adenozil--metionin:5-hidroksifuranokumarin 5-O-metiltransferaza) je enzim sa sistematskim imenom S-adenozil--metionin:5-hidroksifurokumarin 5-O-metiltransferaza. Ovaj enzim katalizuje sledeću hemijsku reakciju
(1) -adenozil--metionin + 5-hidroksifurokumarin {\displaystyle \rightleftharpoons } -adenozil--homocistein + 5-metoksifurokumarin (opšta reakcija)
(2) -adenozil--metionin + bergaptol {\displaystyle \rightleftharpoons } -adenozil--homocistein + bergapten
Enzim konvertuje bergaptol u bergapten, koji ima terapeutski potencijal u treatmanu psorijaze.

## Literatura
- Nicholas C. Price; Lewis Stevens (1999). Fundamentals of Enzymology: The Cell and Molecular Biology of Catalytic Proteins (Third изд.). USA: Oxford University Press. ISBN 019850229X.
- Eric J. Toone (2006). Advances in Enzymology and Related Areas of Molecular Biology, Protein Evolution (Volume 75 изд.). Wiley-Interscience. ISBN 0471205036.
- Branden C; Tooze J. Introduction to Protein Structure. New York, NY: Garland Publishing. ISBN 0-8153-2305-0.
- Irwin H. Segel. Enzyme Kinetics: Behavior and Analysis of Rapid Equilibrium and Steady-State Enzyme Systems (Book 44 изд.). Wiley Classics Library. ISBN 0471303097.
- William P. Jencks (1987). Catalysis in Chemistry and Enzymology. Dover Publications. ISBN 0486654605.

## Spoljašnje veze
- 5-hydroxyfuranocoumarin+5-O-methyltransferase на 